# Lamprothamnus zanguebaricus
Lamprothamnus zanguebaricus är en måreväxtart som beskrevs av William Philip Hiern. Lamprothamnus zanguebaricus ingår i släktet Lamprothamnus och familjen måreväxter. Inga underarter finns listade i Catalogue of Life.